# Цветение воды

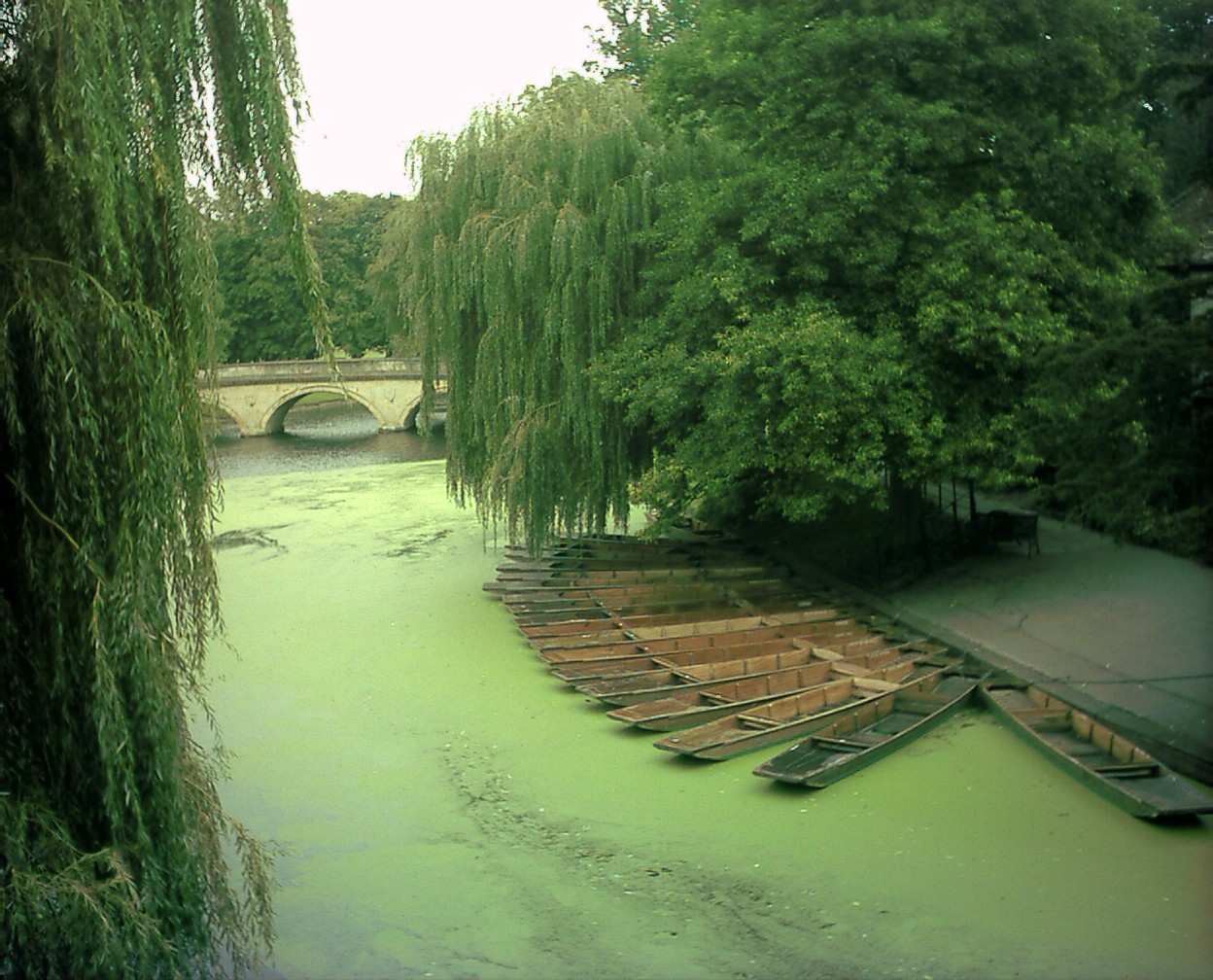
Цветение воды — важная проблема природопользования.

Цвете́ние воды́ — развитие фитопланктона, вызывающее изменение цвета воды. Вызывается быстрым размножением водорослей в водоёме. Может произойти и в пресной, и в морской воде, но в основном наблюдается в пресных стоячих водах (пруды, бассейны, озёра). Как правило, только один или небольшое число видов фитопланктона участвуют в конкретном цветении. Окраска воде придаётся в связи с высокой концентрацией пигментированных клеток. Вода часто становится зелёного, но также может быть жёлто-коричневого или красного цвета (например, при быстром размножении эвглены кровавой), в зависимости от вида водорослей.
Подразделяется на цветение воды в солёных и пресноводных водоёмах. Цветение пресноводных рек и озёр, наиболее часто наблюдаемое населением, вопреки распространённым заблуждениям, является непосредственным результатом бесхозяйственного и избыточного применения неорганических минеральных удобрений, преимущественно фосфатных, а также карбонатных, нитратных и их соединений, вместе со сточными и грунтовыми водами попадающих в реки и вызывающими сезонное или круглогодичное цветение воды, характеризующееся болезнетворными микроорганизмами и стойким неприятным запахом.

## Количественные показатели
Несмотря на отсутствие официально признанного порогового уровня, нормальным показателем можно считать концентрацию водорослей от сотен до тысяч клеток на миллилитр, в зависимости от их размера. При цветении концентрация водорослей может достигать миллиона клеток на миллилитр. Для мониторинга цветения воды используется измерение биомассы водорослей в сочетании с анализом их видового состава. Широко используется оценка биомассы через измерение концентрации хлорофилла. Пиковое значение концентрации хлорофилла для олиготрофных (бедных органикой) озёр составляет около 1–10 мкг/л, в то время как для эвтрофных (богатых органикой) оно может достигать 300 мкг/л, в случае гипертрофированности максимум может достигать 3000 мкг/л.

## Развитие цветения

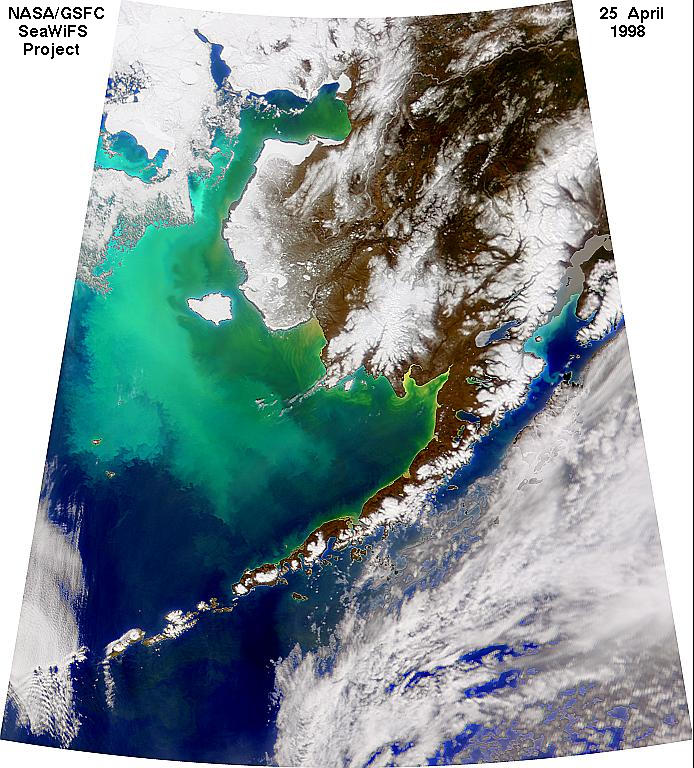
Спутниковое изображение цветения Берингова моря, вызванного кокколитофоридами, 1998 год.

Цветение воды является результатом наличия в воде избыточных питательных веществ, особенно фосфора. Избыток углерода или азота не является причиной цветения воды. Введение в гидроценоз фосфатов в высоких концентрациях вызывает рост и размножение водорослей и высших растений. Последние в этих условиях вытесняются и отмирают. Мёртвое органическое вещество становится пищей для бактерий, которые его разлагают. Чем больше пищи, тем больше развивается бактерий и тем меньше в воде растворённого кислорода, используемого ими. Когда содержание растворённого кислорода уменьшается, многие рыбы и водные насекомые начинают погибать. Цветение может приводить к образованию зон замора.

## Методы борьбы
Для борьбы с причинами и последствиями «цветений» водоемов цианобактериями необходимо  принимать  соответствующие  меры.  Набор возможных мер по сокращению этих вредных «цветений» варьирует  от  технических  решений  по  прямому  сокращению  цианобактериальных  биомасс  до вмешательства  в  экологическое состояние озера.Существуют два подхода к восстановлению водоемов:  
1. Профилактические меры -  воздействие  на  водосборный бассейн  с  целью  снижения  внешней  нагрузки,  включающее строительство  локальных  очистных  сооружений  и  повышение эффективности очистки сточных вод, ограничение сброса сточных вод, сокращение объемов загрязняющих веществ, поступающих  с  ливневыми  сточными  водами  с  водосборной  площади, установление и соблюдение режима водоохранных зон, ограничение рекреационной нагрузки и др.

1. Оздоровительные меры -  снижение  уже  возникшего  цианобактериального  «цветения».  Меры борьбы  оказывают непосредственное  влияние  на  уровень  вегетации  цианобактерий  путем  удаления  биомассы,  разбавления или перемешивания; механический сбор биомассы и др.

## Факты
- Ярко-зелёное цветение является результатом размножения синезелёных водорослей, которые фактически являются бактериями (цианобактерии). Цветение также может вызываться макроводорослями, которые не относятся к планктону. Его можно узнать по крупным лопастям водорослей, прибиваемых к берегу и делающих воду тёмной. Впервые «чёрные воды» были описаны во Флоридском заливе в январе 2002 года.[9][10]
- Некоторые виды водорослей производят нейротоксины, в больших концентрациях эти яды могут вызвать серьёзные последствия для живой природы.
- Цветение водорослей иногда происходит в питьевой воде. В таких случаях от токсинов можно избавиться с помощью стандартных процедур очистки воды.
- Цветение можно наблюдать в пресноводных аквариумах, когда рыб перекармливают и избыточные питательные вещества не поглощаются растениями. Оно обычно не опасно для рыбы, и ситуация может быть исправлена путём замены воды, а затем уменьшения количества выдаваемой пищи.
- Цветение водоёмов может происходить и под толстым ледовым покровом[11]

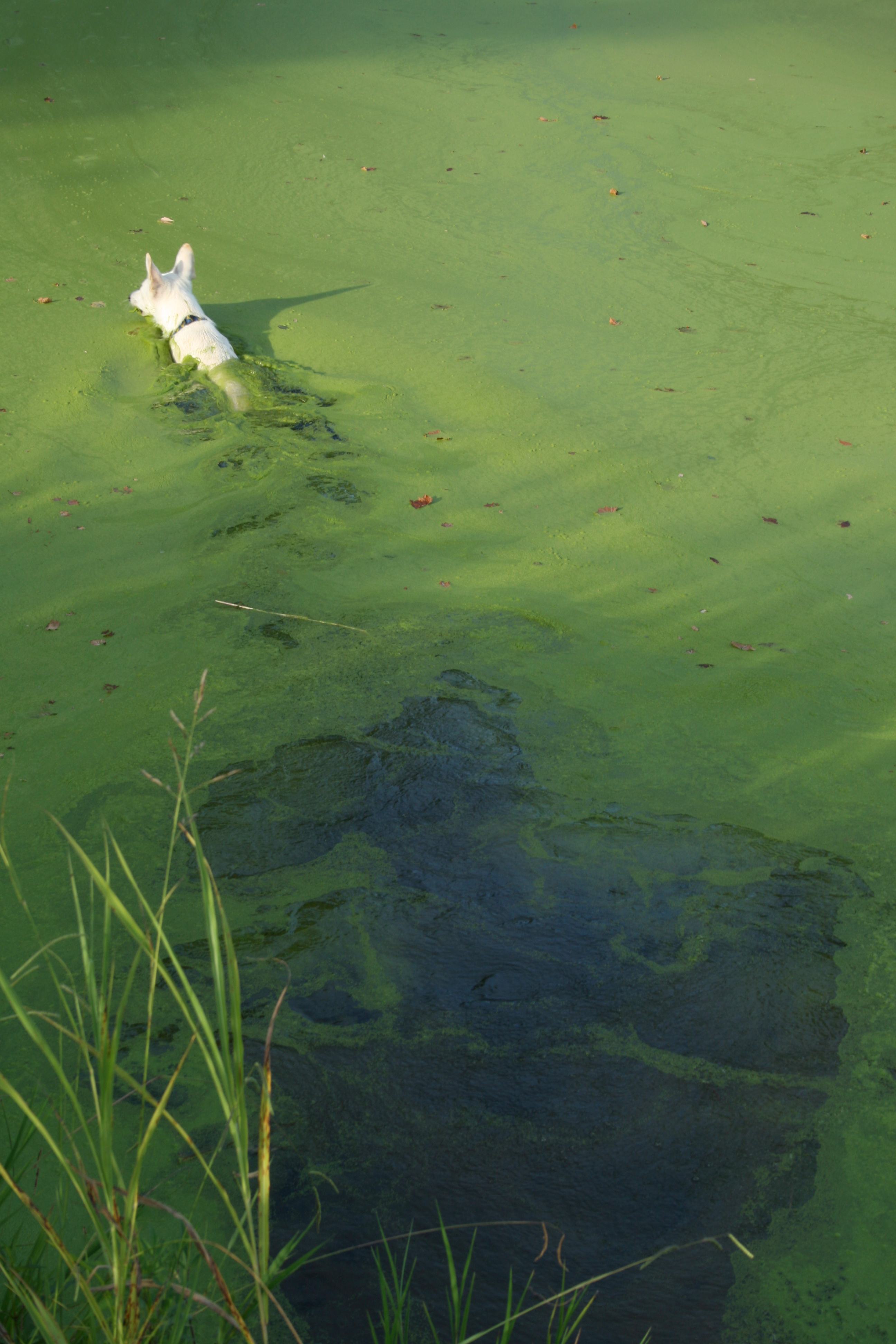
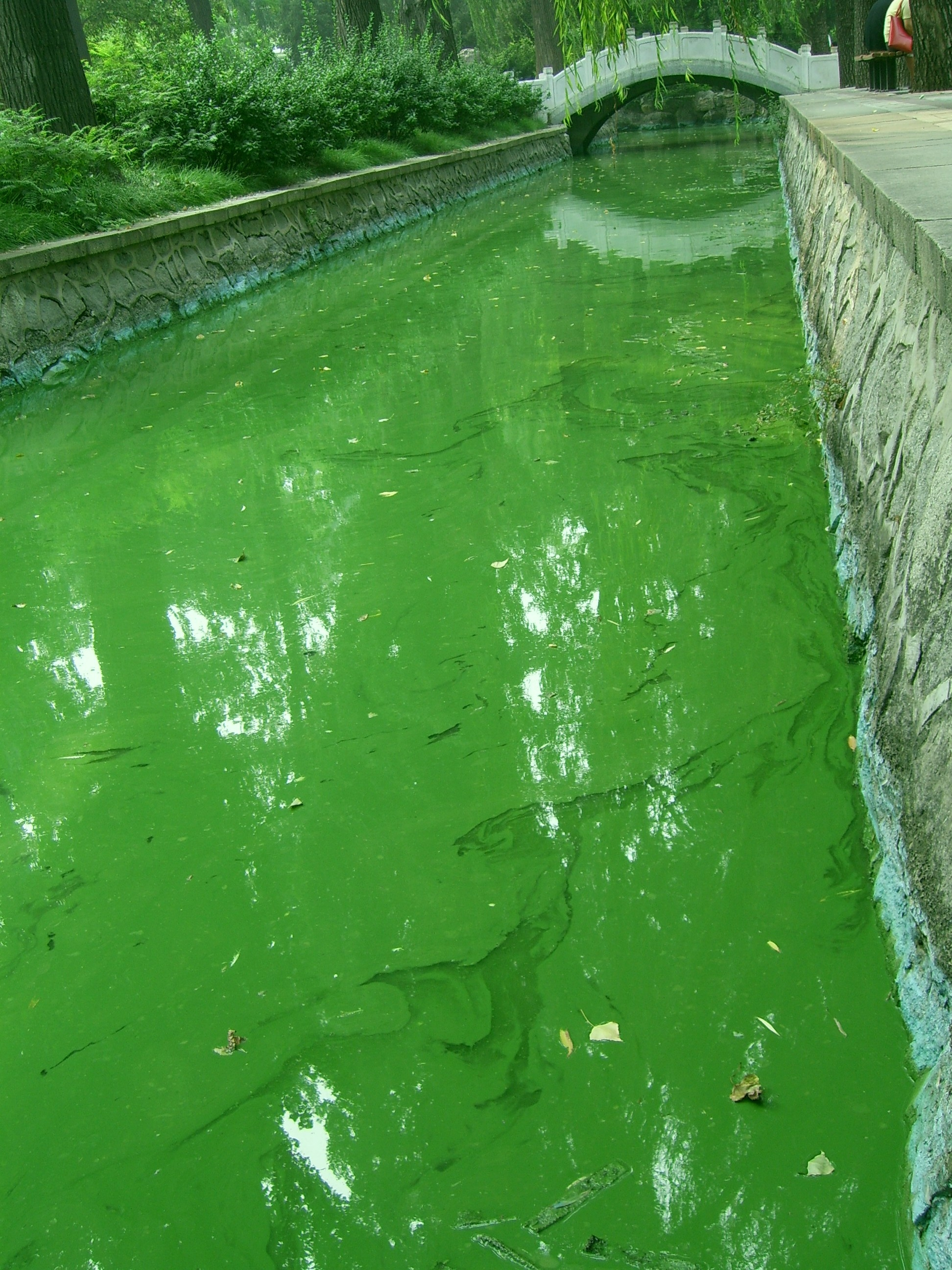
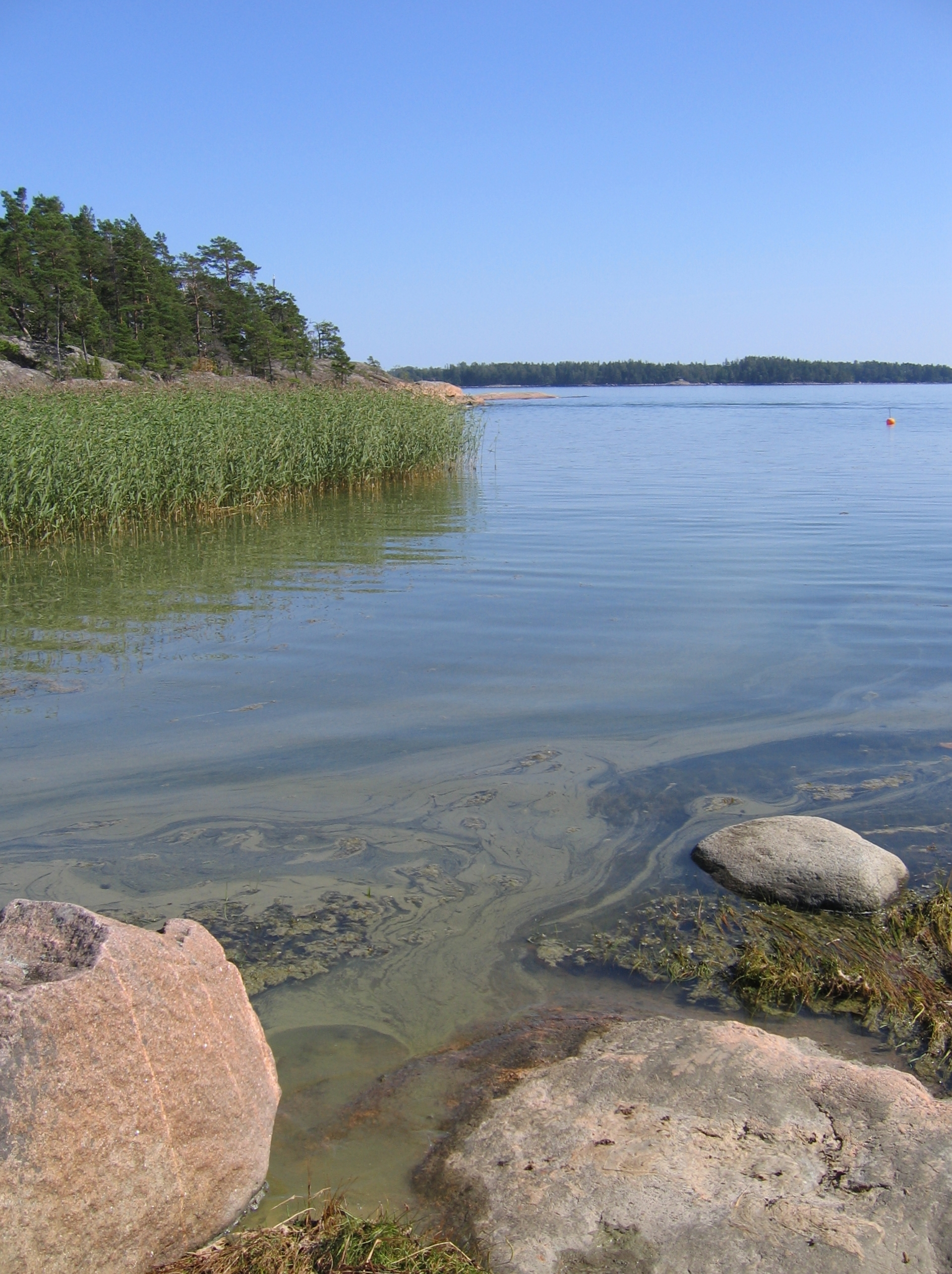
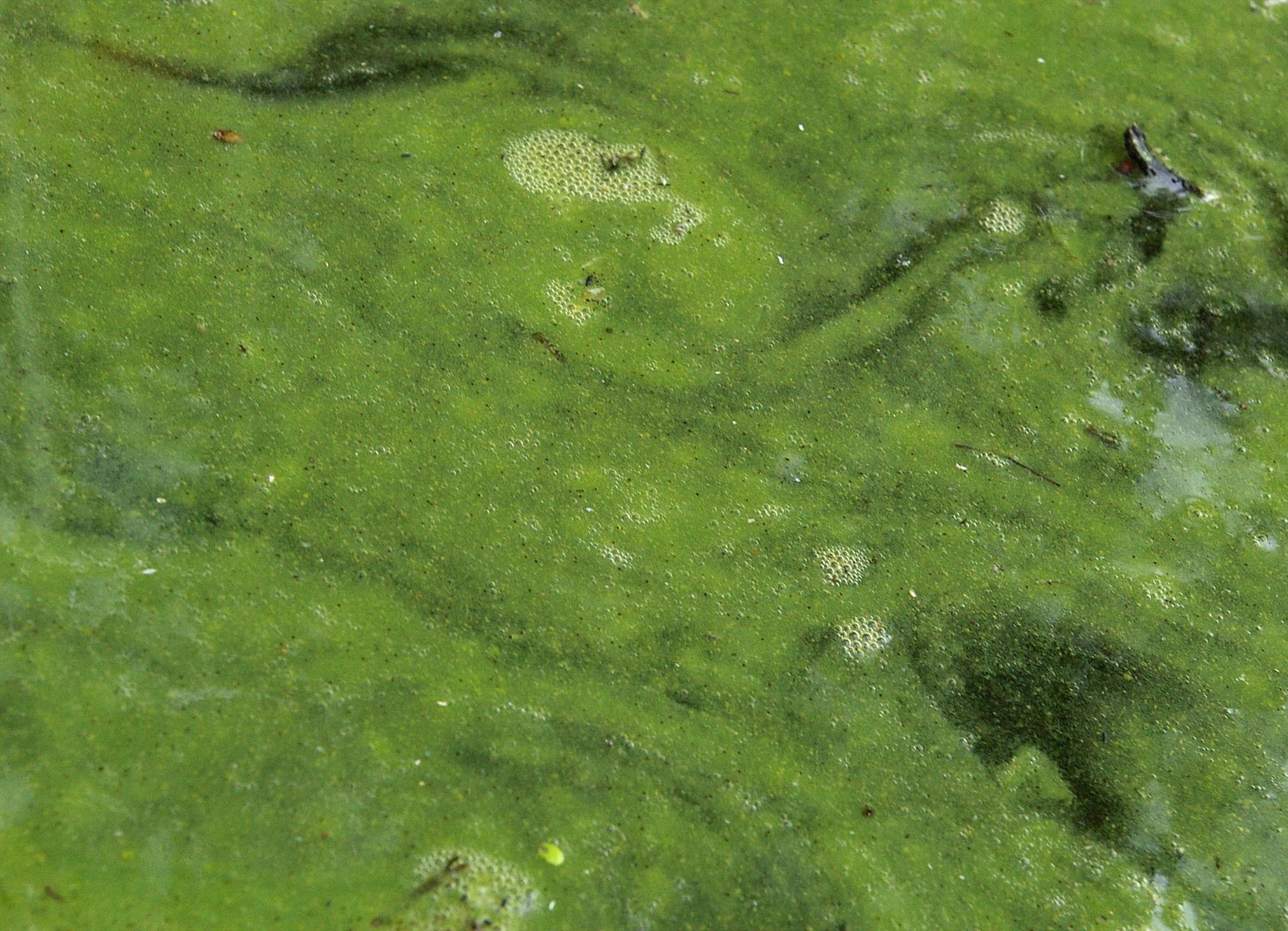